# Frechinia lutosalis
Frechinia lutosalis là một loài bướm đêm trong họ Crambidae.